# Туренко, Евгений Георгиевич
Евге́ний Гео́ргиевич Туре́нко (13 декабря 1905, с. Салтыково, Курская губерния — 24 октября 1963, Петрозаводск) — советский лётчик-истребитель, военачальник. Герой Советского Союза (1940), участник Гражданской, Советско-финской, Великой Отечественной и Советско-японской войн, командир ряда авиационных соединений, генерал-майор авиации (1945).

## Биография
Евгений Георгиевич Туренко родился 13 декабря 1905 года в селе Салтыково, в крестьянской семье. Окончил 7 классов неполной средней школы, работал в сельском хозяйстве. В Гражданскую войну был разведчиком партизанского отряда, который действовал против войск генерала А. И. Деникина. С 1926 года в Красной Армии. Окончил Ленинградскую Военно-теоретическую школу лётчиков, а в 1928 году — 2-ю военную школу лётчиков. В 1933 году окончил Курсы усовершенствования командного состава при Военно-воздушной академии имени Жуковского.
В марте 1934 года назначается командиром авиаотряда 13-й истребительной авиаэскадрильи 200-й легкобомбардировочной авиабригады ВВС ЛВО в городе Красногвардейск. С декабря 1935 по февраль 1936 года капитан Туренко учился в Высшей лётно-тактической школе ВВС РККА в городе Липецк. После возвращения в часть он назначается командиром и военкомом 10-й истребительной авиаэскадрильи, дислоцировавшейся на аэродроме Горелово Ленинградской области. В декабре 1936 года переведён на эту же должность в 12-ю истребительную авиаэскадрилью.
В марте 1938 года майор Туренко был назначен помощником командира 38-го истребительного авиаполка, фактически же исполнял должность командира полка. В мае 1938 года он был уволен из РККА «за скрытие социального происхождения». В декабре того же года пункт приказа о его увольнении был отменён, и в январе 1939 года он был назначен командиром 7-го истребительного авиационного полка 59-й истребительной авиабригады. Летом успешно перебазировал полк из города Пушкин в Одессу и участвовал с ним в походе Красной армии в Западную Украину.

### Советско-финская война
Участник Советско-Финской войны 1939—1940 годов. Командир 7-го истребительного авиационного полка (впоследствии 14-й гвардейский Ленинградский Краснознамённый ордена Суворова истребительный авиационный полк имени Жданова) 59-й истребительной авиационной бригады ВВС 7-й армии Северо-Западного фронта.
Полк участвовал в воздушных боях под Выборгом и Иматрой, наносил штурмовые удары по аэродромам Лаппенранта, Сурри-Мериоки и другим, прикрывал группы бомбардировщиков на боевые задания. Лично майор Туренко совершил 35 боевых вылетов. Лётчиками полка сбито 68 финских самолётов и 14 уничтожено на аэродромах. За этот период полк потерял 10 самолётов в воздушных боях и 4 в авариях и катастрофах. За мужество и героизм в боях он 15 января 1940 года был награждён орденом Красного Знамени, а Указом Президиума Верховного Совета СССР от 21 марта 1940 года ему было присвоено звание Героя Советского Союза.

### Перед войной
В мае 1940 года был назначен начальником Борисоглебской Краснознамённой военной авиационной школы лётчиков имени В. П. Чкалова.
В июне 1941 года полковник Туренко назначен командиром 59-й истребительной авиадивизии ВВС ЗапОВО.

### Великая Отечественная война
18 июня 1941 года полковник Е. Г. Туренко был назначен командиром 59-й истребительной авиадивизии ПВО (182-й и 185-й иап). Формирование дивизии началось незадолго до войны в Минске. Укомплектованность соединения личным составом равнялась 70—80 %, техники не было вовсе. С началом Великой Отечественной войны командовал 59-й иад. Через несколько дней после начала войны Минск был захвачен противником, «безлошадная» дивизия была отправлена для дальнейшего формирования и укомплектования вглубь страны.
3 сентября 1941 года на базе 59-й иад была сформирована 3-я резервная авиагруппа, а полковник Е. Г. Туренко был назначен командиром 2-й резервной авиагруппы Ленинградского фронта (которая была сформирована 18 августа 1941 года на основе 56-й иад). В состав авиагруппы входили 3-й гв. иап, 41-й, 283-й и 515-й иап, 504-й шап, 10-й ббап, 121-й и 138 бап. Сначала авиагруппа действовала на Волховском и Брянском фронтах, а в мае — июне 1942 года — на Ленинградском фронте. В августе 1942 года 2-я РАГ была преобразована в 278-ю иад (278-я Сибирско-Сталинская Краснознамённая ордена Суворова истребительная авиационная дивизия).
С 17 сентября 1942 года полковник Е. Г. Туренко назначен командиром 246-й истребительной авиационной дивизией 12-й воздушной армии Забайкальского фронта. Дивизия дислоцировалась в Монголии.

### Советско-японская война
С 15 августа по 3 сентября 1945 года части 246-й иад участвовали в советско-японской войне. Поскольку сопротивления противника в воздухе не было, истребители занимались в основном штурмовкой японских войск и разведкой. В августе 1945 года за отличия в боях в ходе Хингано-Мукденской операции дивизии присвоено почётное наименование «Мукденская». 8 сентября 1945 года полковнику Е. Г. Туренко было присвоено воинское звание генерал-майор авиации.
За боевые отличия в этой войне Туренко был упомянут в благодарственном в приказе Верховного Главнокомандующего и награждён орденом Кутузова 2-й степени.

### Послевоенные годы
После окончания войны Евгений Георгиевич продолжал командовать дивизией. В октябре 1947 года назначен командиром 3-го истребительного авиационного корпуса, переименованного в 1949 году в 71-й истребительный авиационный корпус. С ноября 1949 года — в распоряжении Главнокомандующего ВВС, с декабря 1949 года — заместитель командира 72-го гвардейского истребительного авиационного корпуса. С марта 1950 года — вновь в распоряжении Главнокомандующего ВВС, после чего назначен начальником отдела боевой подготовки ВВС Беломорского военного округа. С 23 мая 1951 года — в запасе.
Жил в Петрозаводске. Умер 24 октября 1963 года. Похоронен на кладбище «Пески».

## Награды
- Медаль «Золотая Звезда» Героя Советского Союза (№ 271, 21.03.1940);
- два ордена Ленина (21.03.1940, 1951[5]);
- два ордена Красного Знамени (15.01.1940, 1946[5]);
- орден Кутузова 2-й степени (31.08.1945);
- орден Красной Звезды (03.11.1944[5]);
- медали;
- иностранные награды.